# قورودره (گدابیگ)
قورودره (به لاتین: Qurudərə) یک منطقه مسکونی در جمهوری آذربایجان است که در شهرستان گدابیگ واقع شده است. قورودره ۸۶۶ نفر جمعیت دارد.